# Andréi Pliashkou
Andréi Valerievich Pliashkou (en bielorruso: Андрэй Валеревіч Пляшкоў; Pólatsk, URSS, 12 de marzo de 1982) es un deportista bielorruso que compitió en remo.
Ganó una medalla de bronce en el Campeonato Europeo de Remo de 2007, en la prueba de cuatro scull. Participó en los Juegos Olímpicos de Atenas 2004, ocupando el sexto lugar en la misma prueba.

## Palmarés internacional
| Campeonato Europeo | Campeonato Europeo | Campeonato Europeo | Campeonato Europeo |
| Año                | Lugar              | Medalla            | Prueba             |
| ------------------ | ------------------ | ------------------ | ------------------ |
| 2007               | Poznań (Polonia)   | Medalla de bronce  | Cuatro scull       |